# Парк имени Павлика Морозова
Парк и́мени Па́влика Моро́зова расположен в Октябрьском районе Екатеринбурга, между улицами Белинского (с запада) и Луначарского (с востока). С севера парк граничит с корпусами Уральского федерального университета, с юга ограничен внутриквартальным проездом. Парк был разбит на месте бывшей Сенной площади в 1936 году. С 2009 года парк имеет статус особо охраняемой природной территории России местного значения.

## История
Сенная площадь Екатеринбурга, ограниченная современными улицами Куйбышева (с севера), Белинского (с запада), Луначарского (с востока) и Декабристов (с юга), была самой большой по территории в городе. Площадь формировалась с начала XIX века как торговая, начала застраиваться в конце 1920-х — начале 1930-х годов. Вопрос о необходимости благоустройства городских территорий обострился в 1934 году, когда городские власти организовали ряд совещаний по теме. В результате началось масштабное озеленение школьных территорий, в том числе появился сквер около школы № 11 на Сенной площади. Также озеленением придомовых территорий занимались жители домов Горсовета, выстроенных в числе первых на территории площади. Эти мероприятия положили начало будущему парку, в 1936 году названному в честь Павлика Морозова. В 1957 году в центре парка установили памятник Павлику Морозову авторства скульптора П. А. Сажина. В 1990-х — 2000-х годах парк находился в запустении. В ночь на 4 октября 1991 года тот самый памятник был разбит. Верхняя часть его постамента с надписью "Герою пионеру Павлику Морозову" после этого около месяца лежала у основания памятника, а нижняя часть стояла в качестве вакантного постамента ещё в начале 2000-х, но не позднее 2004 года также была демонтирована. В 2009 году решением городской Думы Екатеринбурга парк получил статус особо охраняемой природной территории России местного значения.
В 2012—2014 годах в парке была проведена реконструкция, в результате которой увеличили ширину дорожек, песчано-гравийное покрытие заменили на плиточное и асфальтовое. Общая площадь дорожек увеличилась с 5710 до 8730 м², количество скамеек возросло с 28 до 93. Также в парке появилась площадка для выгула собак, волейбольные и баскетбольные площадки, а также зоны для скейтеров и воркаута.
В 2015 году в рамках фестиваля «Стенограффия» художник Андрей Пальваль выполнил на высокой северной стене, ограничивающей парк, граффити с изображением парящей чайки.
В ноябре-декабре 2024 года зона для скейтбординга была демонтирована.

## Характеристика
Парк расположен на юго-востоке Екатеринбурга, в Октябрьском районе, между улицами Белинского (с запада) и Луначарского (с востока). С севера парк граничит с корпусами Уральского федерального университета, с юга ограничен внутриквартальным проездом.
По состоянию на 2000 год, площадь парка составляла 7 га. После проведённой реконструкции 2012—2014 годов площадь сократилась до 5,6 га. Периметр парка составляет 1195 м.
Центральная аллея делит парк вдоль на две части, дорожки делят парк на прямоугольные участки с организованными рекреационными и спортивными зонами. Также на территории парка находится кафе и ротонда. Парк имеет транзитное значение, обеспечивая пешеходный проход между магистральными улицами Белинского и Луначарского. Имеется 7 входов, главный из которых расположен на улице Луначарского.

## Насаждения
По данным 2002 года, в парке насчитывалось 980 деревьев и 6170 кустарников 23-х видов. По данным 2012 года, насаждения парка были представлены 18 видами деревьев и 15 видами кустарников. Среди деревьев преобладали тополь бальзамический, яблоня ягодная и клён ясенелистный, среди кустарников — карагана древовидная, боярышник сибирский и сирень венгерская.
После реконструкции, по данным 2016 года, видовое разнообразие деревьев и кустарников не изменилось. За счёт вырубки ослабленных растений, утративших декоративное значение, общее количество деревьев в парке сократилось с 1124 до 774, количество кустарников возросло с 1936 до 1950. Существенно возросла площадь цветников — с 90 до 1214 м².

## Галерея

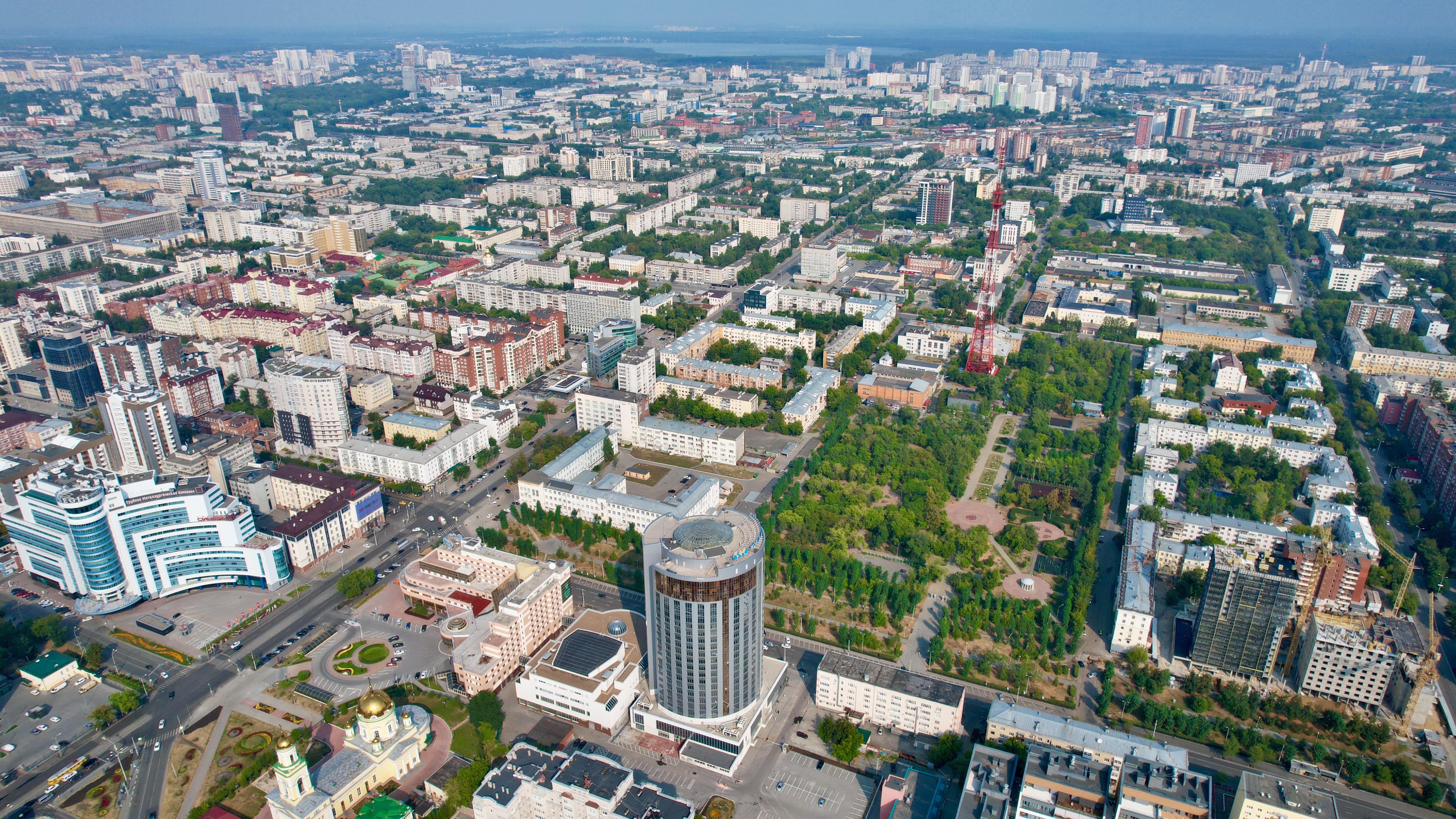
Вид с высоты
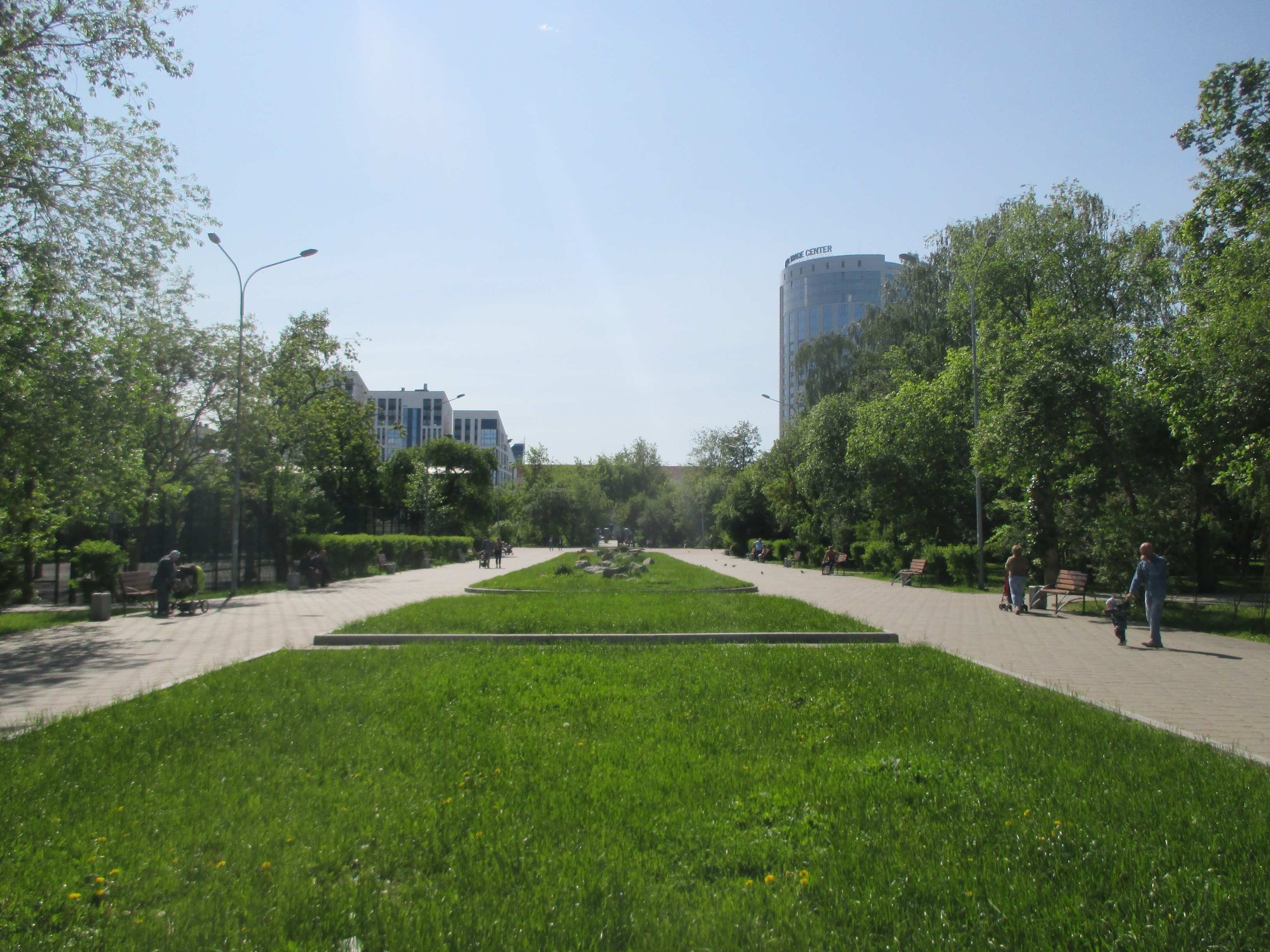
Главная аллея
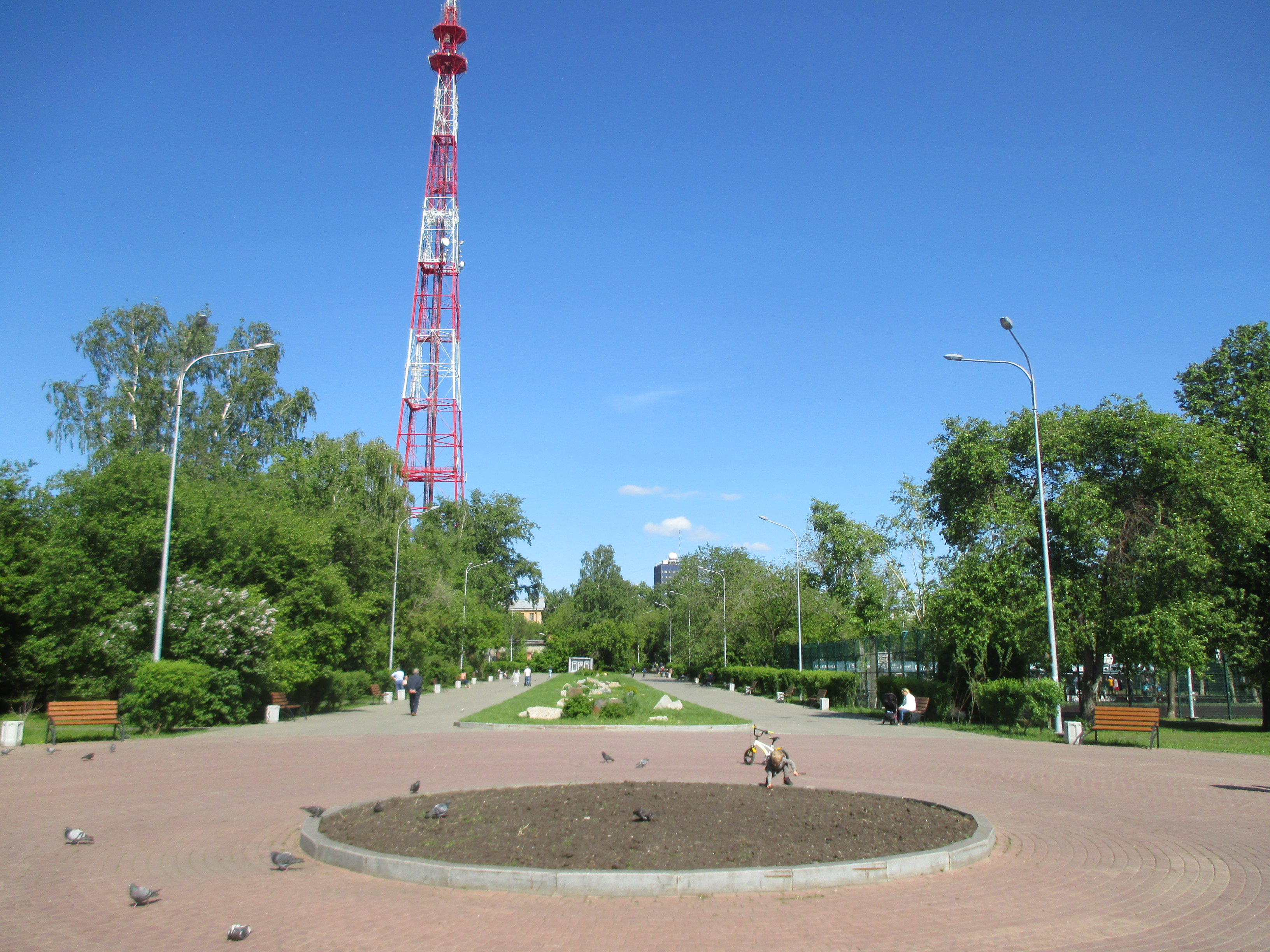
Главная аллея
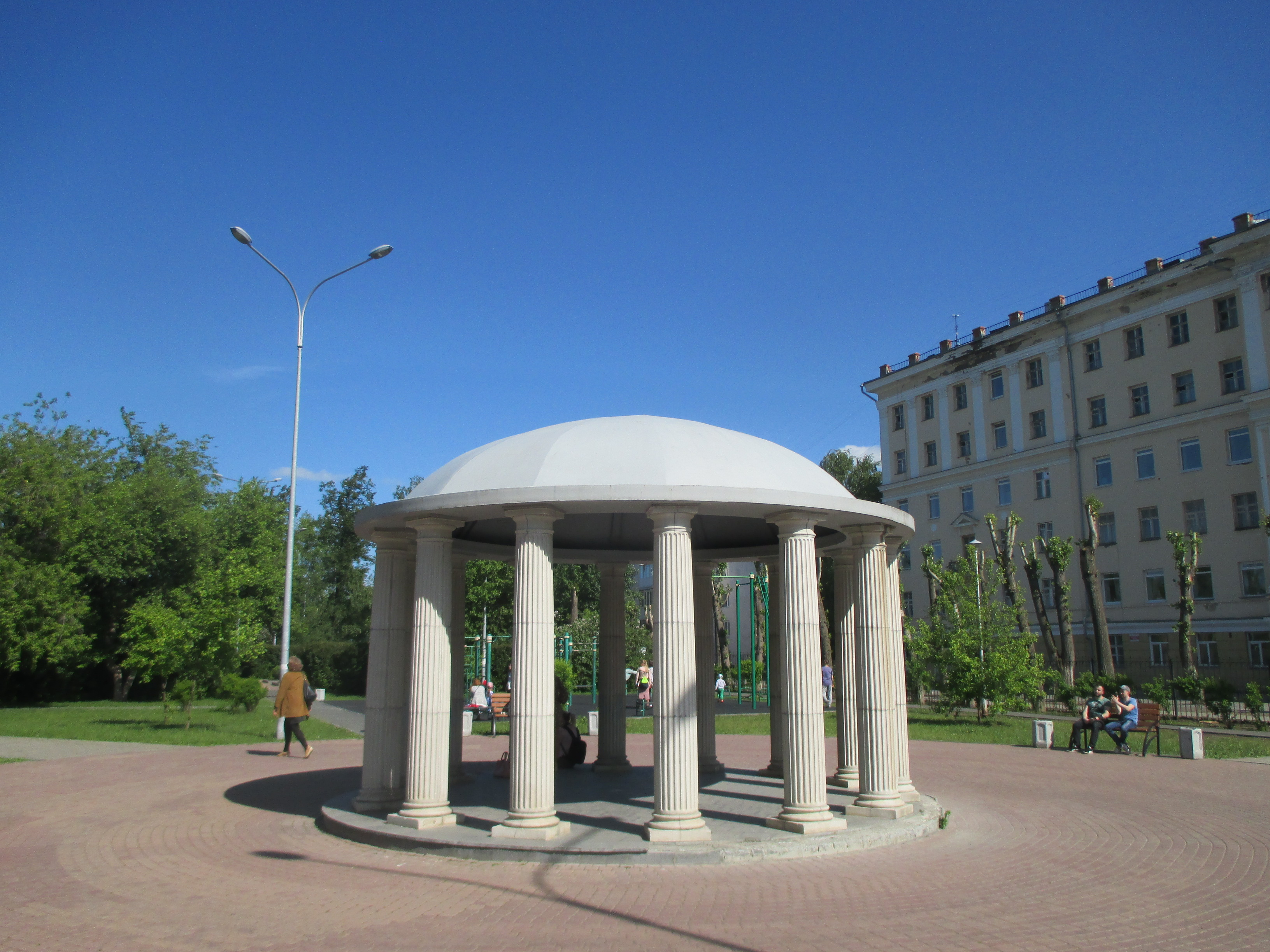
Ротонда
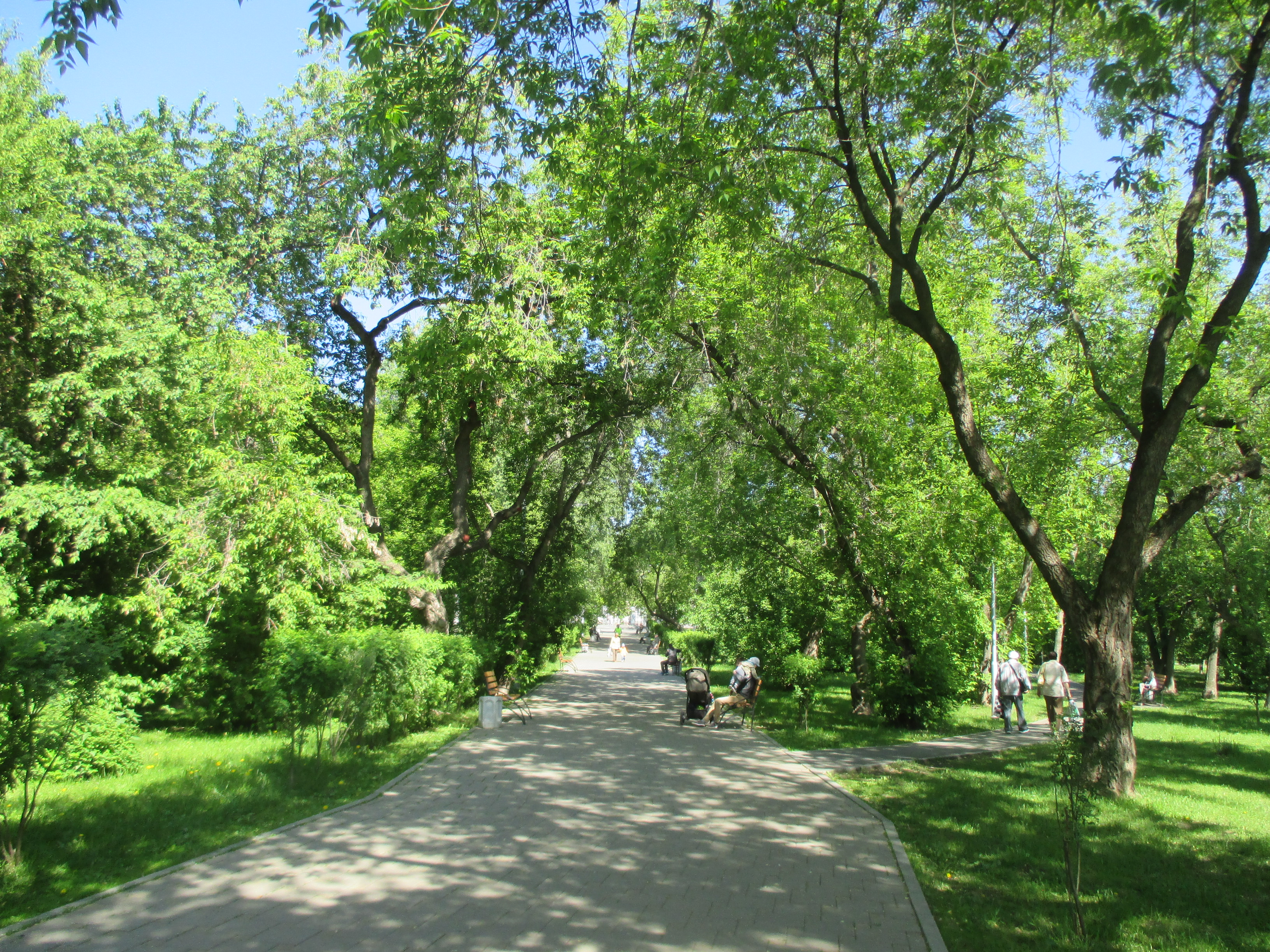
Аллея
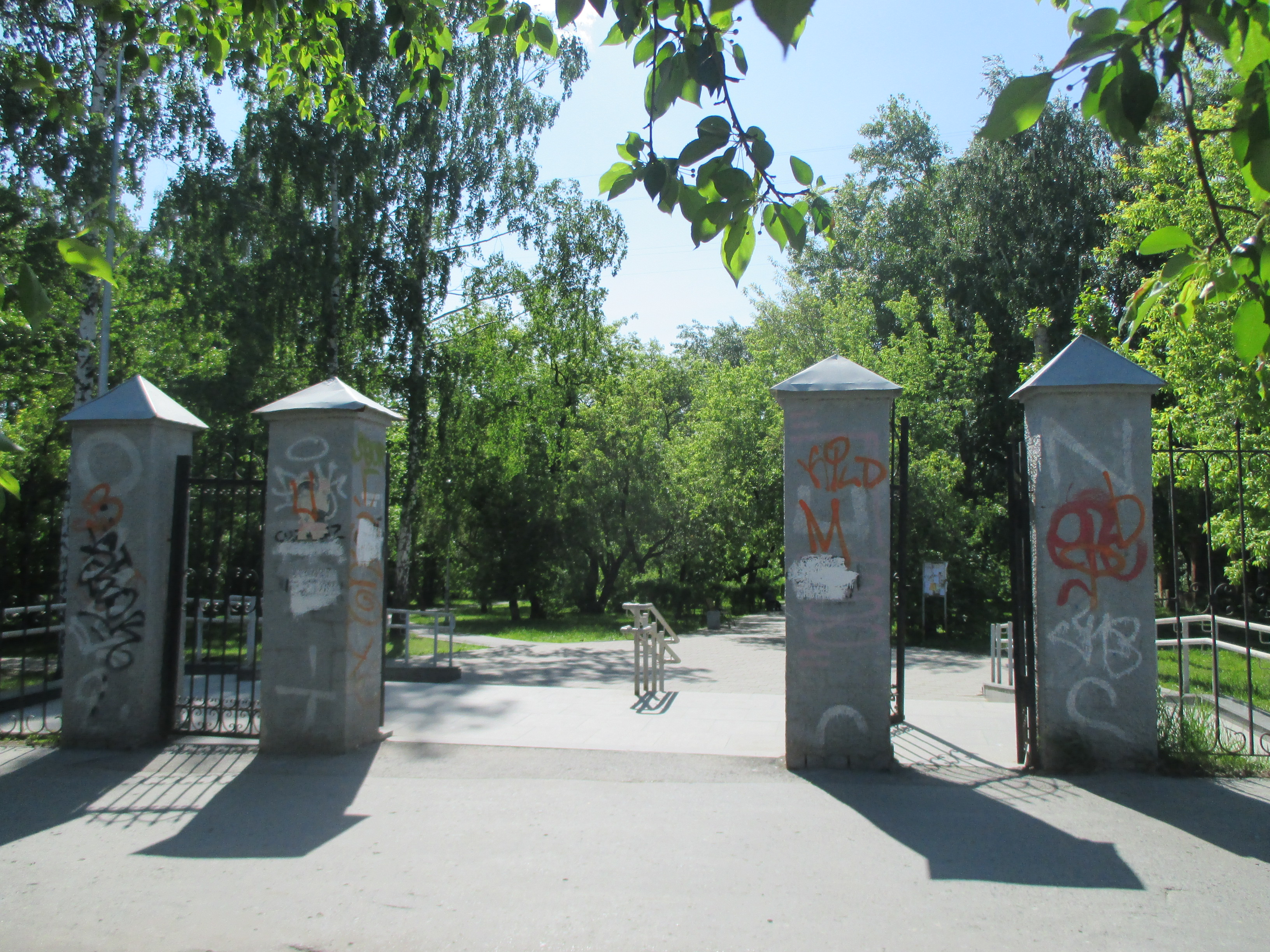
Вход со стороны ул. Луначарского
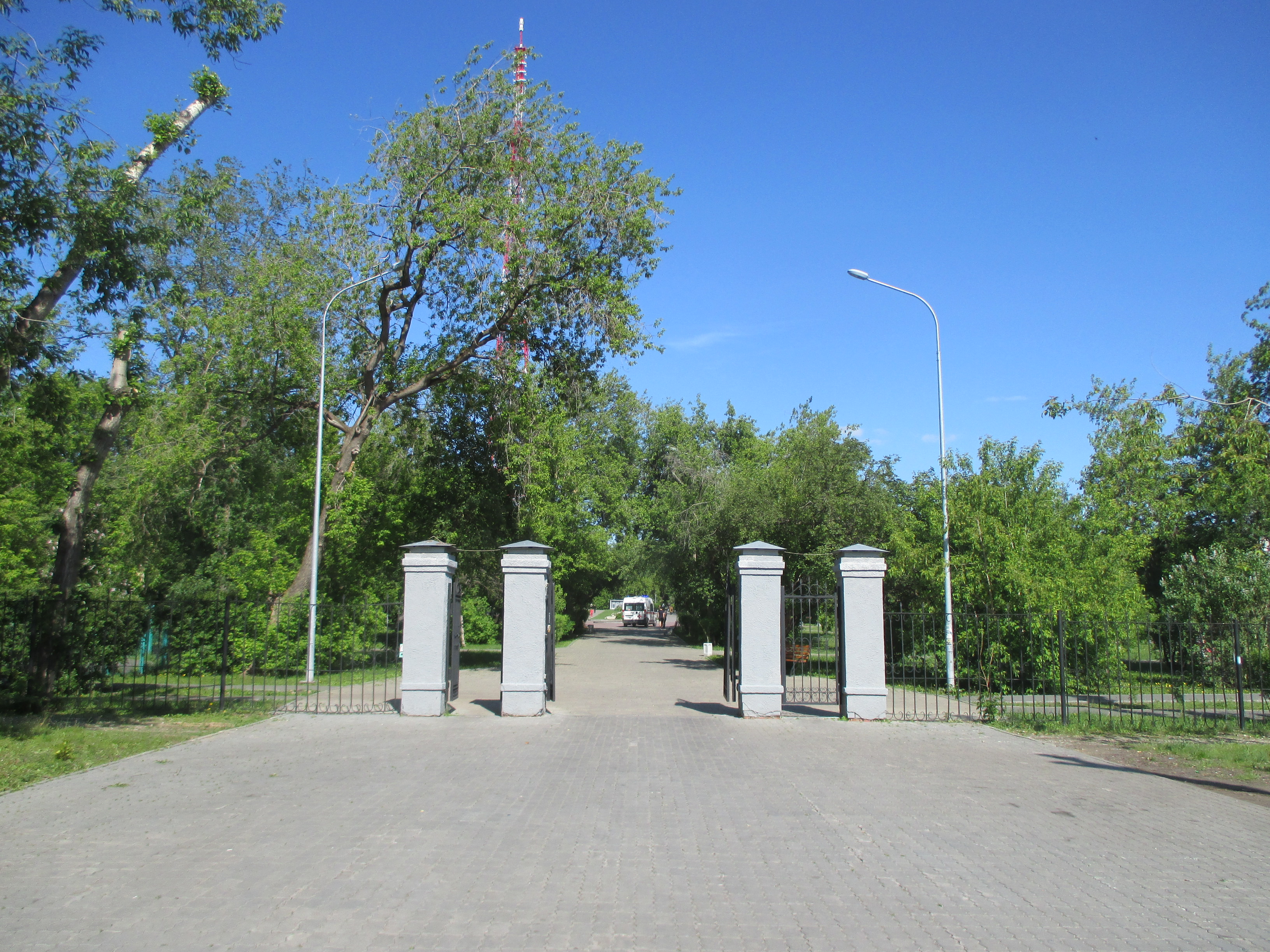
Вход со стороны ул. Белинского

Граффити в парке
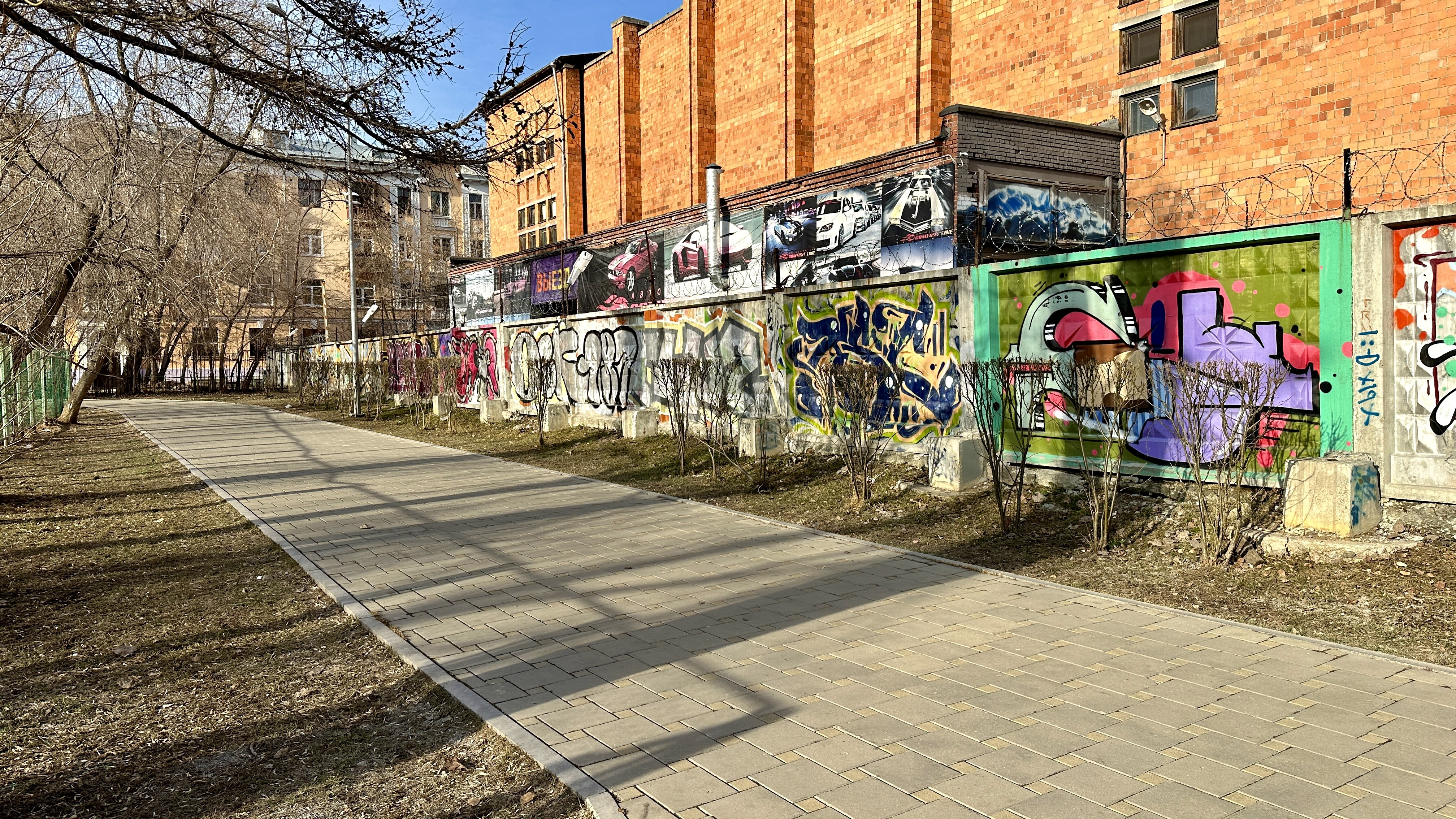
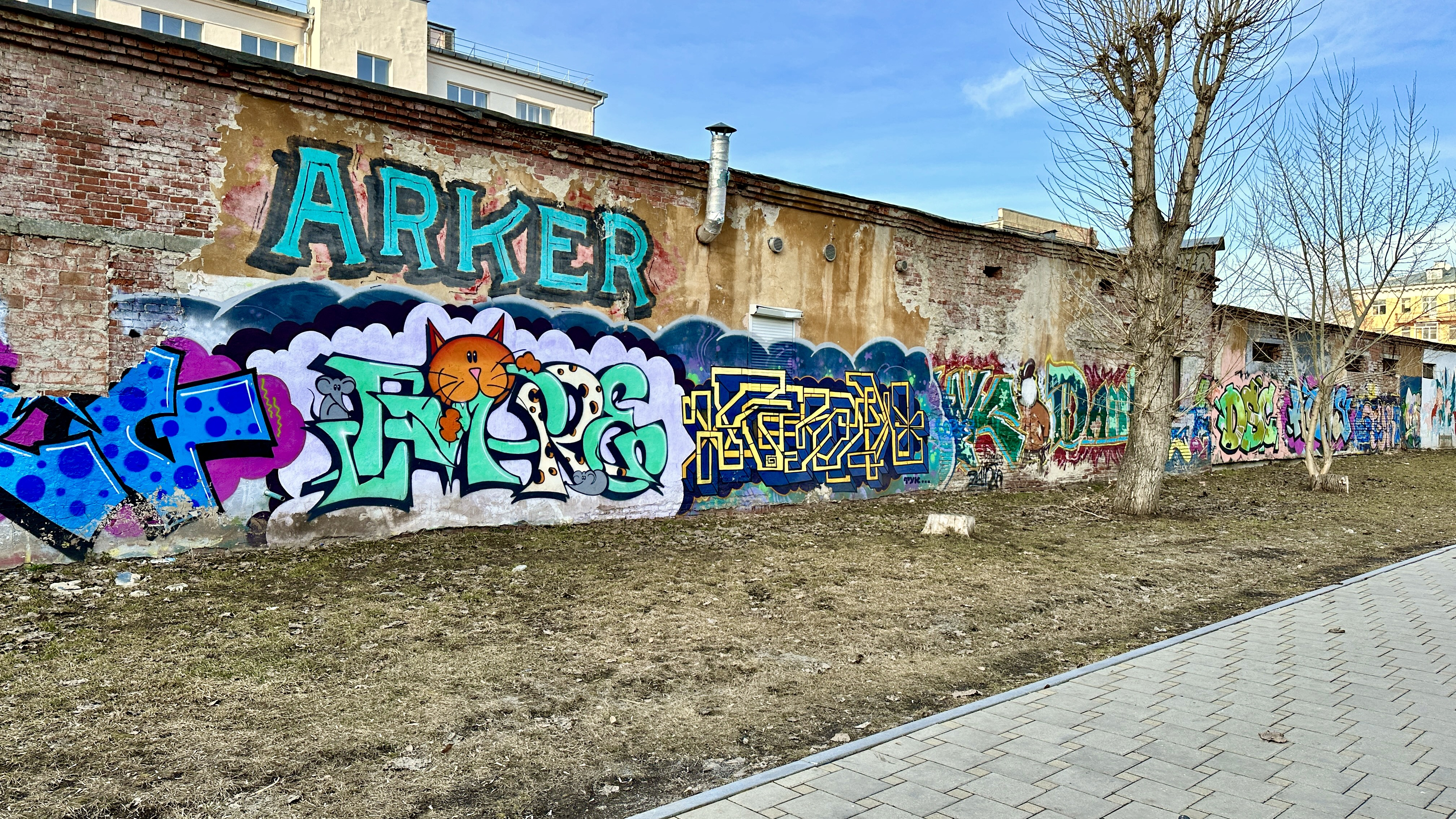
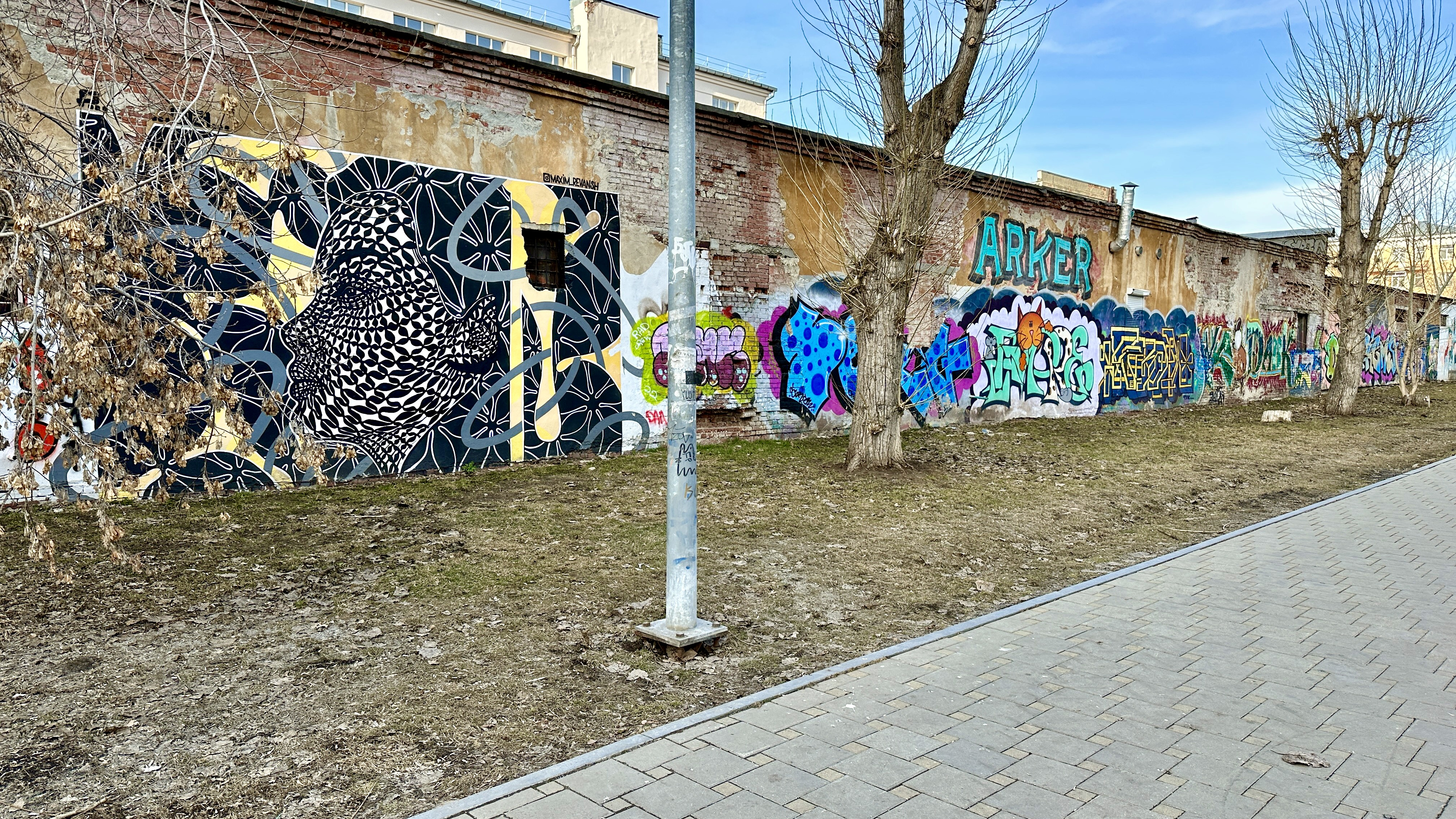
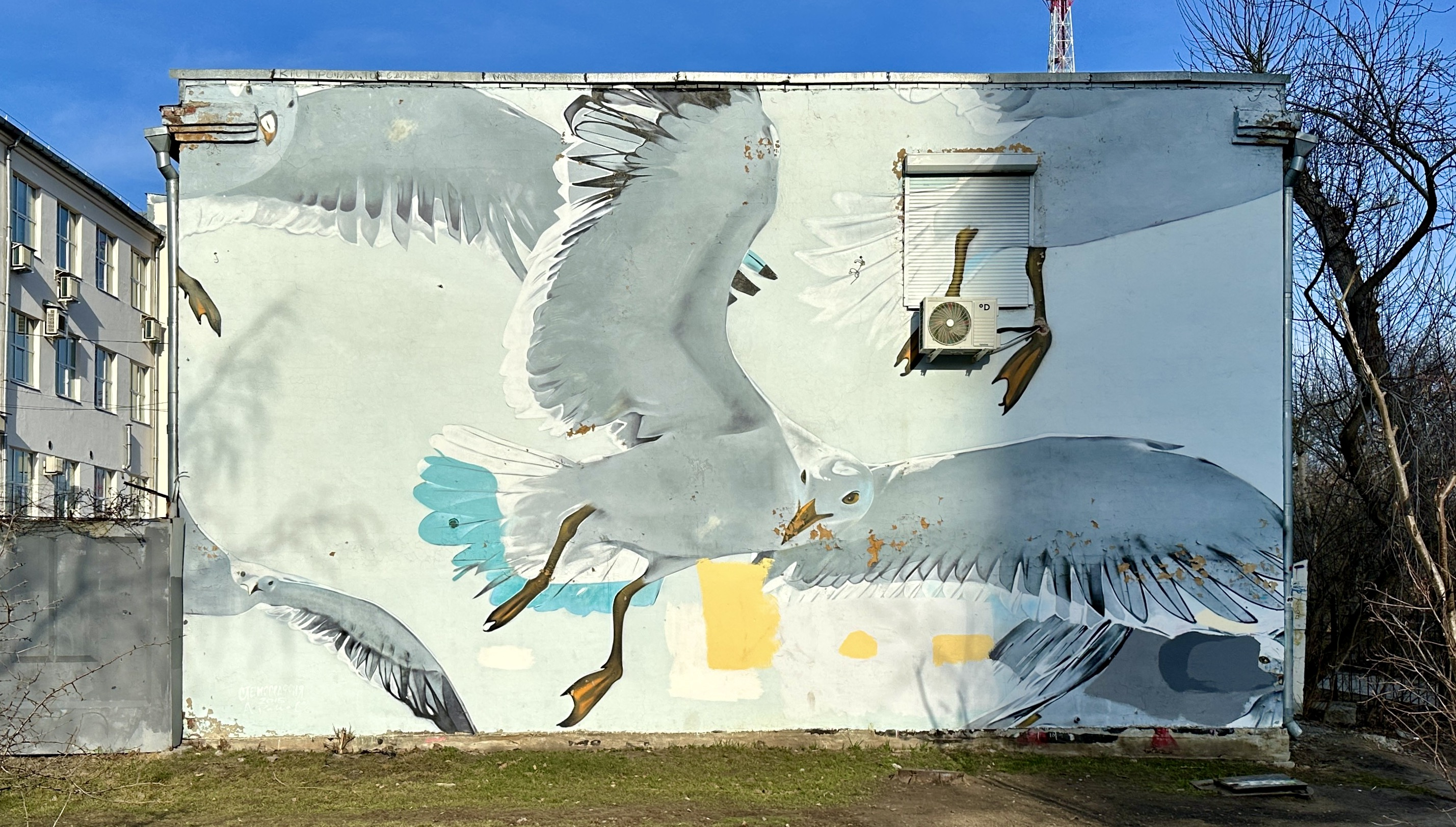